# 普爾季夫齊
49°10′55″N 28°11′22″E / 49.18194°N 28.18944°E
普爾季夫齊（烏克蘭語：Пултівці），是烏克蘭的村落，位於該國西南部文尼察州，由文尼察區負責管轄，面積1.05平方公里，2025年人口840，人口密度每平方公里791.43人。